# Roberto Frassetto
Roberto Frassetto (Napoli, 25 novembre 1917 – Venezia, 26 dicembre 2013) è stato un militare e marinaio italiano decorato della Medaglia d'oro al valor militare a vivente per l'attacco a Malta del 1941, nel pieno della seconda guerra mondiale.

## Biografia

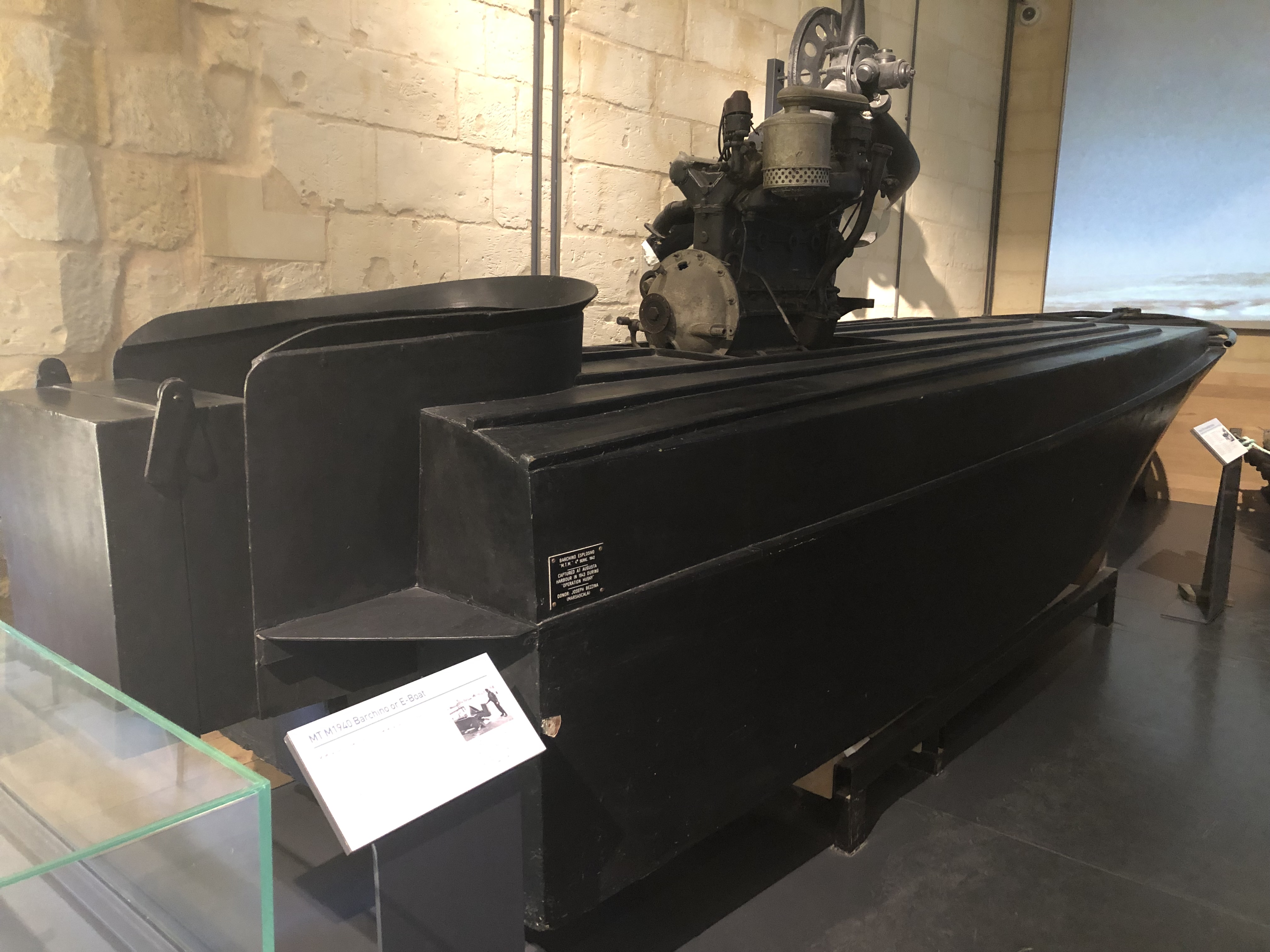
Lo M.T.M. conservato presso il National War Museum di Malta.

Nacque a Napoli il 25 novembre 1917. Nel 1937 diventò allievo ufficiale alla Regia Accademia Navale di Livorno, corso Alcione, uscendone nel il 4 giugno 1940 con il grado di aspirante guardiamarina per imbarcarsi, subito dopo l'inizio delle operazioni belliche contro la Francia e la Gran Bretagna, sulla nave da battaglia Caio Duilio. Divenne guardiamarina il 13 gennaio 1941. Nello stesso anno venne accolta la sua domanda di far parte della Xª Flottiglia MAS di La Spezia quale operatore dei barchini esplosivi. e superato il duro periodo di addestramento partecipò allo sfortunato tentativo di forzamento della base navale inglese di La Valletta (Malta) condotto nella notte dal 25 al 26 luglio 1941, nel quale si portò con il suo mezzo all'attacco delle ostruzioni, riportando gravi lesioni alla colonna vertebrale per l'effetto degli scoppi ravvicinati degli altri mezzi italiani, anch'essi colpiti dal fuoco inglese.
Posto in salvo dagli inglesi viene trattenuto come prigioniero di guerra, e nel giugno del 1942 venne promosso sottotenente di vascello per merito di guerra. Nel settembre 1944 venne rimpatriato, e come tutti gli operatori dei mezzi d'assalto della X MAS fatti prigionieri, una volta rientrati nell'Italia cobelligerante con gli Alleati dopo l'armistizio dell'8 settembre 1943, riprese il suo posto in Mariassalto, la X MAS del Sud. Venne promosso tenente di vascello in data 16 novembre 1944, e dopo la fine del conflitto prese parte alle operazioni di sminamento dei porti nazionali.
Nel febbraio 1947, sempre in seguito ad una sua precisa richiesta, transitò nella riserva. Dopo essere passato nella riserva, i suoi interessi si sono accentrati nelle ricerche idrofoniche per il Naval Ocean Research della US Navy, facilitato dal fatto di parlare perfettamente l'inglese, essendo di madre americana, pittrice di alto livello. Ha poi lavorato al centro Nato di La Spezia sullo sviluppo dei correntometri. Ha condotto esperimenti e studi che lo hanno portato a diventare direttore dell'Istituto per lo Studio delle Grandi Masse del CNR a Venezia e presidente del IGBP Italia (International Geosphere Biosphere Program del Global Change). È stato tra i primi in Italia a parlare di Effetto serra (curando diversi lemmi della Enciclopedia della Scienza e della Tecnica edita dalla Arnoldo Mondadori Editore) e a sostenere che la "terra è un sistema integrato di vari fluidi (aria, acqua, terra - nel senso di placche tettoniche)" che interagiscono in continuazione. Ha collaborato con l'Agenzia Spaziale Europea per la progettazione del primo satellite europeo. Nel 1956 è sceso, con Jacques Piccard, nella fossa di Ponza, a 3000 metri di profondità, con il batiscafo "Trieste".
Transitato nel Rolo d'Onore nel 1974 fu promosso capitano di corvetta fino ad arrivare a quello di contrammiraglio nel 1992. Si spense a Venezia il 26 dicembre 2013.
Nel Museo di Malta esiste una sua grande foto, con la tuta di navigazione, unitamente a un barchino esplosivo identico a quello usato durante l'attacco.

## Onorificenze
1995  Award della Historical Diving Society Italia, HDS Italia

### Fonti
1. 1 2 3 4 5 6  Alberini, Prosperini 2016, p. 238.
2. 1 2 3 4  Alberini, Prosperini 2016, p. 239.
3. 1 2 3  Combattenti Liberazione.
4. 1 2 3 4  Underwater Academy.
5. ↑   Roberto Frassetto, su Quirinale.it. URL consultato il 20 novembre 2018.
6. ↑   Gian Paolo Vistoli, Primo Convegno della HDS Italia, in SUB, novembre 1995.